# Maíz Derramado
Maíz Derramado es un caserío peruano ubicado en el distrito de Lancones, perteneciente a la provincia de Sullana del departamento de Piura, al norte del Perú. 

## Ubicación
Maíz Derramado se ubica al noreste de la provincia de Sullana, en el distrito de Lancones, en el departamento de Piura.

## Demografía
En 2017 Maíz Derramado tenía una población de 42 habitantes.
| Gráfica de evolución demográfica de Maíz Derramado entre 1993 y 2017 |
|                                                                      |
| Fuentes: Población 1993 y 2017                                       |